# Heinrich Wilhelm von Byla
Heinrich Wilhelm von Byla (* 1706; † 1752 in Wesel) war ein preußischer Oberstleutnant und Kommandeur und Chef des 1. Stehenden Grenadier-Bataillons.

## Leben

### Herkunft und Familie
Heinrich Wilhelm entstammte dem Haus Hainrode des Adelsgeschlechts von Bila. Er war mit einer Tochter des Geschlechtes von Arnstedt vermählt.

### Militärkarriere
Byla war 1741 Generaladjutant von Fürst Leopold von Anhalt-Dessau. Am 5. März 1742 avancierte er zum Major. Gleichzeitig wählte Friedrich II. aus sämtlichen Grenadieren der Armee die besten aus, um für die Besatzung der Garnison in Charlottenburg das 1. Stehende Grenadier-Bataillon, zunächst mit zwei Kompanien und Byla als Kommandeur, zu errichten. Bereits im Juni wurde das Bataillon auf sechs Kompanien aufgestockt. Später wurde die Garnison nach Treuenbrietzen verlegt.
Byla nahm an als Chef mit seinem Grenadier-Bataillon an den ersten beiden Schlesischen Kriegen teil. Am 19. Mai 1747 wurde er vom König zum Oberstleutnant befördert und im Februar 1749 wurde er zum Infanterieregiment Nr. 45 versetzt. 